# 洪原郡
洪原郡（ホンウォンぐん）は、朝鮮民主主義人民共和国咸鏡南道に属する郡。

## 地理
日本海に面する。
東に新浦市・北青郡、北に山を隔てて徳城郡、西に新興郡・咸興市、西南に楽園郡と接する。

## 行政区画
1邑・4労働者区・27里を管轄する。
| - 洪原邑（ホンウォヌプ） - 景浦労働者区（キョンポロドンジャグ） - 南川労働者区（ナムチョンノドンジャグ） - 雲浦労働者区（ウンポロドンジャグ） - 前津労働者区（チョンジンノドンジャグ） - 古邑里（コウムニ） - 関興里（クァヌンニ） - 光明里（クァンミョンニ） - 九龍里（クリョンニ） - 南山里（ナムサンニ） - 南豊里（ナンプンニ） - 東上里（トンサンニ） - 東中里（トンジュンニ） - 龍徳里（リョンドンニ） - 龍三里（リョンサムニ） - 龍新里（リョンシンニ） | - 龍浦里（リョンポリ） - 方東里（パンドンニ） - 芳坪里（パンピョンニ） - 普賢里（ポヒョンニ） - 烽火里（ポンファリ） - 富上里（プサンニ） - 山陽里（サニャンニ） - 三成里（サムソンニ） - 雲上里（ウンサンニ） - 雲下里（ウナリ） - 元㯖里（ウォンドンニ） - 壮豊里（チャンプンニ） - 中書里（チュンソリ） - 中隠里（チュンウンニ） - 鶴松里（ハクソンニ） - 湖南里（ホナムニ） |

## 歴史
女真の領域だった頃には洪肯・洪献などと呼称され、高麗時代に県が置かれた。1398年には洪原県と改称して咸興府に属した。1433年、県監が置かれた。1680年、北青鎮の管轄に編入され、洪原県監が前営将・討捕使を兼任した。
1894年には洪原郡となり、1895年以降咸鏡南道に属した。
1945年8月段階で1邑6面があった。北朝鮮成立後の1952年12月に行政区画の再編が行われ、洪原面・景雲面・普賢面・雲鶴面が洪原郡として構成された。

### 年表
この節の出典
- 1896年 - 咸鏡南道咸興郡の一部(退潮社・元川社・甫青社)を編入。
- 1914年4月1日 - 郡面併合により、咸鏡南道北青郡の一部(平浦面)が洪原郡に編入、洪原郡の一部(上元川面・下元川面)が新興郡に編入、一部(西退潮面)が咸興郡に編入。洪原郡に以下の面が成立。(12面)
  - 州翼面・鶴泉面・好賢面・希賢面・景浦面・雲浦面・龍源面・龍川面・龍雲面・東退潮面・甫青面・平浦面
- 1915年 (12面)
  - 鶴泉面の一部が新興郡東古川面に編入。
  - 希賢面の一部が新興郡下元川面に編入。
- 1935年 (7面)
  - 州翼面・龍雲面の各一部が合併し、洪原面が発足。
  - 鶴泉面および龍雲面の残部・州翼面の残部が合併し、雲鶴面が発足。
  - 希賢面・好賢面が合併し、普賢面が発足。
  - 景浦面・雲浦面が合併し、景雲面が発足。
  - 龍川面・平浦面が合併し、龍浦面が発足。
  - 東退潮面が甫青面に編入。
- 1941年4月1日 - 洪原面が洪原邑に昇格。(1邑6面)
- 1945年(光復直後) (7面)
  - 洪原邑が洪原面に降格。
  - 甫青面が三湖面に改称。
- 1952年12月 - 郡面里統廃合により、咸鏡南道洪原郡洪原面・景雲面・普賢面・雲鶴面をもって、洪原郡を設置。洪原郡に以下の邑・里が成立。(1邑25里)
  - 洪原邑・前津里・南川里・龍雲里・景浦里・鶴松里・景興里・光明里・雲上里・雲浦里・東上里・九龍里・普賢里・元㯖里・関興里・南豊里・方東里・南山里・古邑里・湖南里・芳坪里・龍徳里・壮豊里・富上里・山陽里・新成里
- 1953年 - 前津里が前津労働者区に昇格。(1邑1労働者区24里)
- 1954年 (1邑1労働者区24里)
  - 南山里・方東里の各一部が洪原邑に編入。
  - 南山里・湖南里の各一部が龍雲里に編入。
  - 龍徳里の一部が古邑里に編入。
- 1960年10月 - 新浦郡雲下里・龍三里・三成里・東中里・中書里・中隠里・龍新里・龍浦里および龍中里・龍成里の各一部を編入。(1邑1労働者区32里)
  - 龍中里が雲浦里に編入。
  - 龍成里が三成里に編入。
- 1960年12月 - 南川里・前津労働者区が洪原邑に編入。(1邑31里)
- 1967年10月 - 雲浦里が雲浦労働者区に昇格。(1邑1労働者区30里)
- 1988年7月 - 景興里・新成里・景浦里が合併し、景浦労働者区が発足。(1邑2労働者区27里)
- 1993年12月 - 龍雲里が烽火里に改称。(1邑2労働者区27里)
- 1997年5月 - 洪原邑の一部が分立し、前津労働者区・南川労働者区が発足。(1邑4労働者区27里)

## 交通

### 鉄道
- 平羅線（旧・咸鏡線）
  - 龍雲駅 - 洪原駅 - 景浦駅 - 雲浦駅

## 出身者
- 力道山 － プロレスラー、1926年洪原郡新豊里出身。